# 나초 페르난데스
호세 이그나시오 페르난데스 이글레시아스(스페인어: José Ignacio Fernández Iglesias, 1990년 1월 18일 ~ )는 흔히 나초(스페인어: Nacho ˈnatʃo[*])로 알려진 스페인의 축구 선수로, 주 포지션은 센터백이나, 양쪽 풀백 또한 가능하다.

## 클럽 경력
스페인 마드리드 출신으로, 나초는 11세에 레알 마드리드의 유소년팀에 입단했다. 그는 2008-09 시즌 세군다 디비시온 B에 속한 리저브팀에서 두 경기를 뛰며 성인 무대 신고식을 치렀고, 이 팀에서 2년 내내 더 뛰었다.
2011년 4월 23일, 나초는 라 리가에 소속된 1군 데뷔전을 치렀는데, 발렌시아 원정경기에서 좌측 수비를 맡아 6-3 승리에 일조했다. 그는 그 다음 주에 또 출전했는데, 레알 사라고사와의 홈경기에서 2-3으로 졌다.
나초는 2011-12 시즌을 앞두고 북미에서 열린 1군의 여름 친선경기에 참가한 2군 선수들 중 한명이었다. 그는 로스앤젤레스 갤럭시, 과달라하라, 그리고 필라델피아 유니언과의 세 경기에서 교체로 출전했다.
2012년 9월 2일, 1군 지도자인 주제 모리뉴 감독은 나초가 알바로 모라타와 헤수스와 함께 1군으로 승격될 것이라 발표했지만, 카스티야 소속으로도 계속 출전했다. 그는 2013-14 시즌을 앞두고 구단을 떠난 라울 알비올의 등번호 18번을 받았고, 완전한 1군의 일원이 되었다.
2014년 7월 3일, 나초는 2021년까지 레알 마드리드와 새 계약을 맺었다. 그는 이듬해 1월 10일, 1군 첫 골을기록했는데, 소속 구단은 에스파뇰과의 홈 경기에서 3-0으로 이겼다.
2015년 11월 3일, 파리 생제르맹과의 UEFA 챔피언스리그 경기에서 부상당한 마르셀루와 교체로 들어간 지 2분 만에, 그는 경기의 1-0 결승골이자 자신의 유럽대항전 첫 골을 뽑아 소속 구단의 16강행을 확정지었다. 그는 이 대회에서 다섯번 더 출전해 우승의 조력자가 되었다.

## 국가대표팀 경력

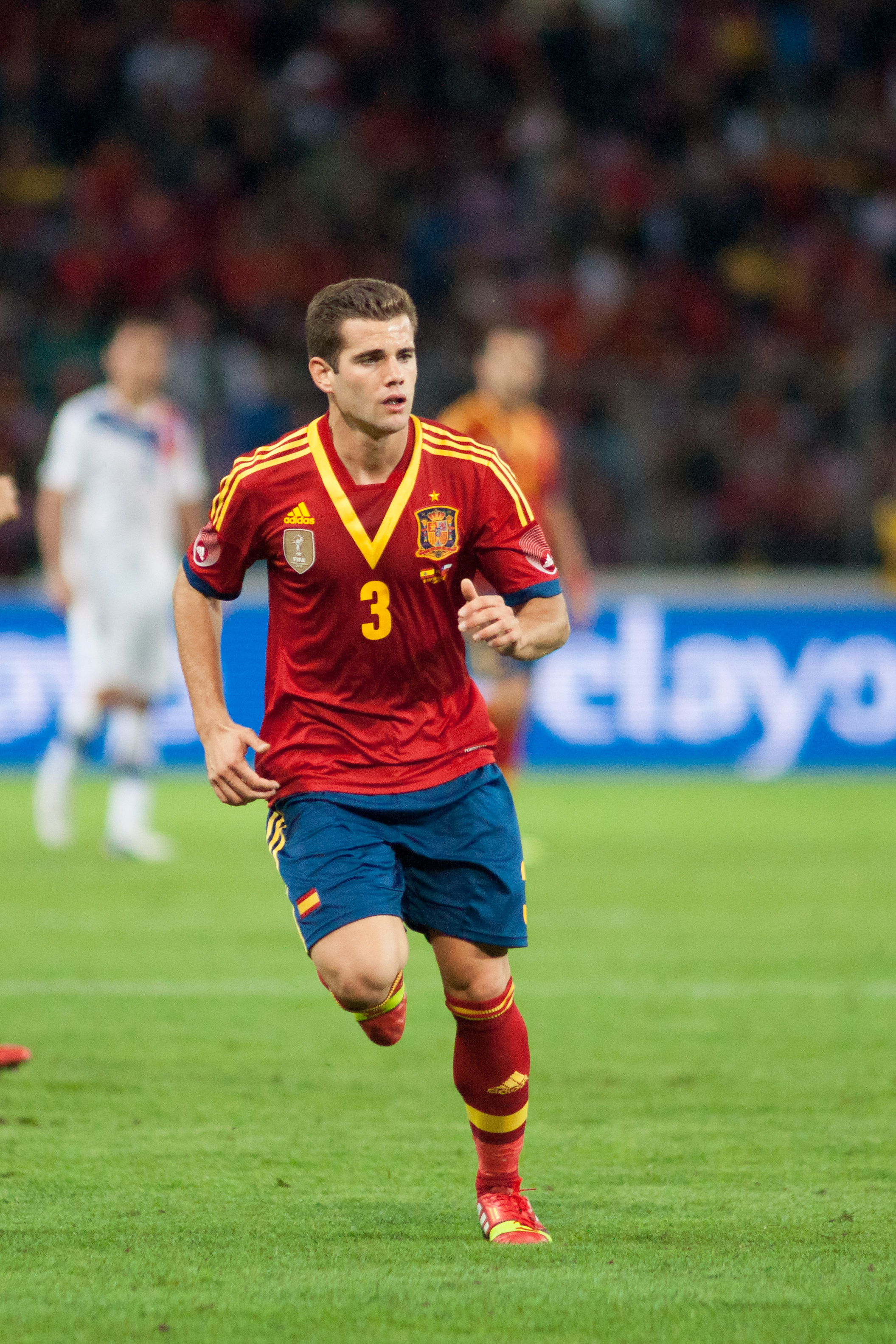
2013년, 스페인 국가대표팀 데뷔전의 나초

U-17, U-19, 그리고 U-21 대표로 스페인의 청소년 국제 무대에 나섰던 나초는 2013년 9월 2일에 다가오는 10일에 열리는 스위스와의 친선경기를 앞두고 부상당한 이니고 마르티네스를 대신하여 불려갔다. 그는 제네바에서 열린 칠레와의 경기에서 레알 마드리드 팀 동료 세르히오 라모스와 후반전에 바꾸어 들어가 뛰었고, 경기는 2-2 무승부로 끝났다.

## 경력 통계

### 클럽
2024년 5월 18일 기준
| 클럽          | 시즌      | 리그 | 리그 | 컵   | 컵 | 유럽 | 유럽 | 기타1 | 기타1 | 합계 | 합계 |
| 클럽          | 시즌      | 출장 | 골   | 출장 | 골 | 출장 | 골   | 출장  | 골    | 출장 | 골   |
| ------------- | --------- | ---- | ---- | ---- | -- | ---- | ---- | ----- | ----- | ---- | ---- |
| 레알 마드리드 | 2010–11   | 2    | 0    | 0    | 0  | 0    | 0    | 0     | 0     | 2    | 0    |
| 레알 마드리드 | 2011–12   | 0    | 0    | 1    | 0  | 0    | 0    | 0     | 0     | 1    | 0    |
| 레알 마드리드 | 2012–13   | 9    | 0    | 3    | 0  | 1    | 0    | 0     | 0     | 13   | 0    |
| 레알 마드리드 | 2013–14   | 12   | 0    | 4    | 0  | 3    | 0    | 0     | 0     | 19   | 0    |
| 레알 마드리드 | 2014–15   | 14   | 1    | 2    | 0  | 6    | 0    | 0     | 0     | 22   | 1    |
| 레알 마드리드 | 2015–16   | 16   | 0    | 1    | 0  | 5    | 1    | —     | —     | 22   | 1    |
| 레알 마드리드 | 2016–17   | 28   | 2    | 6    | 1  | 6    | 0    | 0     | 0     | 40   | 3    |
| 레알 마드리드 | 2017-18   | 27   | 3    | 6    | 0  | 9    | 1    | 0     | 0     | 42   | 4    |
| 레알 마드리드 | 2018-19   | 20   | 0    | 5    | 0  | 5    | 0    | 0     | 0     | 30   | 0    |
| 레알 마드리드 | 2019-20   | 6    | 1    | 3    | 1  | 1    | 0    | 0     | 0     | 10   | 2    |
| 레알 마드리드 | 2020-21   |      |      |      |    |      |      |       |       |      |      |
| 레알 마드리드 | 2021-22   | 28   | 3    | 5    | 0  | 9    | 0    | 0     | 0     | 42   | 3    |
| 레알 마드리드 | 2022-23   | 27   | 1    | 7    | 0  | 10   | 0    | 0     | 0     | 44   | 1    |
| 레알 마드리드 | 2023-24   | 27   | 0    | 4    | 0  | 11   | 0    | 0     | 0     | 42   | 0    |
| 경력 합계     | 경력 합계 | 240  | 12   | 51   | 2  | 74   | 2    | 0     | 0     | 365  | 16   |

1 수페르코파 데 에스파냐, UEFA 슈퍼컵, 그리고 FIFA 클럽 월드컵 경기 포함

### 국가대표팀
2024년 5월 18일 기준
| 스페인    | 스페인 | 스페인 |
| 연도      | 출장   | 골     |
| --------- | ------ | ------ |
| 2013      | 1      | 0      |
| 2015      | 1      | 0      |
| 2016      | 3      | 0      |
| 2017      | 4      | 0      |
| 2018-19   | 13     | 1      |
| 2022-2023 | 1      | 0      |
| 2023-24   | 1      | 0      |
| 합계      | 24     | 1      |

## 수상
레알 마드리드
- 라 리가: 2016–17, 2019-20, 2021-22, 2023-24
- UEFA 챔피언스리그: 2013–14, 2015–16, 2016–17, 2017-18, 2021-22, 2023-24
- UEFA 슈퍼컵: 2014, 2016, 2017, 2018, 2022
- FIFA 클럽 월드컵: 2014, 2016, 2017, 2018, 2022
- 코파 델 레이: 2013–14, 2022-23
- 수페르코파 데 에스파냐: 2012, 2017, 2022
- 세군다 디비시온 B: 2011–12

스페인 U-17
- UEFA U-17 유럽 축구 선수권 대회: 2007
- FIFA U-17 월드컵 준우승: 2007

스페인 U-21
- UEFA U-21 유럽 축구 선수권 대회: 2013

스페인 국가대표
- UEFA 유로 2024우승

## 사생활
나초의 남동생 알렉스 페르난데스도 축구 선수이다. 미드필더로 그도 레알 마드리드 유소년팀을 거쳤고 2017년 8월 7일부터 카디스에서 뛰고 있다.같은 경기에서 두 형제가 1군 데뷔전을 치렀다.
레알 유소년팀에 합류한 후, 나초는 큰 부상 없이 지냈는데, 그의 성공 비결로 식습관과 준비 과정을 짚었다. 그는 마리아 코르테스를 배우자로 맞이해 두 아이, 딸 알레한드라와 아들 호세 이그나시오를 두고 있으며, 아들은 UEFA 챔피언스리그를 우승한 날 아침에 출생했다.